# Совтрансавто
Холдингова компанія ЗАТ «Совтрансавто» — група компаній, до складу якої входять транспортні підприємства та логістичні фірми, що розташовані на території Росії, в країнах СНД і за кордоном. Всі вони працюють з перевезень, розмитнення, зберігання вантажів, обслуговування автотранспорту. До групи компаній «Совтрансавто» входять:
1. Холдингова Компанія ЗАТ Совтрансавто;
2. 10 експедиторських і 12 транспортних підприємств;
3. 4 митних терміналу;
4. Складські комплекси.

## Історія компанії
Історія створення «Совтрансавто» сходить до початку 1960-х років, коли у вересні 1963 року було офіційно створено Кунцевському автогосподарство міжміських повідомлень Главмежавтотранса Мінавтошосдора РРФСР. Одночасно з московським відділенням було відкрито відділення компанії в Ленінграді. Як концерн, компанія була організована в 1968 року.
На початку 1970-х років підприємство стало базою для новоствореного Головного управління міжнародних автомобільних повідомлень «Совтрансавто» Мінавтотрансу РРФСР, яке довгі роки залишалося найбільшим оператором у сфері міжнародних перевезень Радянського Союзу. У той період була побудована виробнича база підприємства і сформований його автопарк (300 одиниць). Крім «Совтрансавто» автоперевезення в прикордонній торгівлі СРСР обслуговували й транспортні фірми інших країн, наприклад, Фінляндії. Почалося підписання міжурядових угод, які і регламентували юридичну основу міжнародних автоперевезень. Одним з перших було підписано угоду з Фінляндією.
1980—1990 — роки розвитку діяльності підприємства. За 7 років у «Совтрансавто» була створена і облаштовано потужна система з 12 автопідприємств. До кінця 1980-х років «Совтрансавто» досягло максимально високих фінансово-економічних показників, ставши одним з найбільших автоперевізників у світі.
1990—2003 рр. виявилися для підприємства, як і в цілому для Російської економіки, роками випробувань, періодом падінь і підйомів, коли відбувалося роздержавлення і приватизація власності, стався занепад транспортної галузі.
У 1995 році «Совтрансавто» запропонувало послугу з митного оформлення експортно-імпортних вантажів, початок розвивати напрямок діяльності з передачі в оренду звільнилися і спеціально підготовлених офісних і виробничих приміщень.
На сьогодні автопарк становить понад 200 автопоїздів, є експедиторське-логістична служба.